# Amblyrhynchichthys micracanthus
Amblyrhynchichthys micracanthus е вид лъчеперка от семейство Шаранови (Cyprinidae). Видът е незастрашен от изчезване.

## Разпространение
Разпространен е във Виетнам, Камбоджа, Лаос и Тайланд.

## Описание
На дължина достигат до 19,7 cm.